# Wilson Vieira (político)
Wilson Vieira (Santos, 26 de outubro de 1953 — Joinville, 24 de agosto de 2020) foi um político brasileiro.
Casou com Maria José Goulart Vieira, com quem tem filhos.
Nas eleições gerais no Brasil em 2002 foi candidato a deputado estadual pelo Partido dos Trabalhadores (PT), sendo eleito para a 15ª legislatura (2003 — 2007).
Dentinho, como era conhecido em Joinville, foi vereador dessa cidade por três legislaturas (12ª, 13ª e 14ª), sendo convocado como suplente nas duas primeiras e eleito na terceira legislatura mencionada.
Morreu em 24 de agosto de 2020, aos 66 anos, em decorrência de uma insuficiência respiratória. 